# Sexualitate fluidă

Steagul abrosexual

Sexualitate fluidă o abrosexualitate reprezintă una sau mai multe modificări ale sexualității sau identității sexuale (uneori cunoscută ca identitate de orientare sexuală). Orientarea sexuală este stabilă și neschimbătoare pentru majoritatea oamenilor, dar unele cercetări indică faptul că unele persoane pot experimenta schimbări în orientarea lor sexuală, iar acest lucru este puțin mai probabil pentru femei decât pentru bărbați.